# 赤松村 (愛知県)
赤松村（あかまつむら）は、愛知県碧海郡にあった村。現在の安城市の一部にあたる。

## 地理
半場川流域に位置していた。

## 歴史
- 1889年（明治22年）10月1日、町村制の施行により、碧海郡赤松村が単独で村制施行し、赤松村が発足[1][2]。大字は編成せず[2]。
- 1906年（明治39年）5月1日、碧海郡安城村、箕輪村、福釜村、今村、里村、平貴村、古井村、長崎村（一部）と合併し、町制施行し安城町を新設して廃止された[1][2]。合併後、安城町福釜となる[2]。

### 地名の由来
次の諸説あり。
1. 昔、赤松円心なる者が来住した。
2. 室町時代に赤松教祐が三河国に住み、その親族が当地に居城したことから。

## 産業
- 農業[2]